# 東彼杵町立千綿中学校
東彼杵町立千綿中学校（ひがしそのぎちょうりつ ちわたちゅうがっこう、Higashisonogi Town Chiwata Junior High School）は、長崎県東彼杵郡東彼杵町平似田（ひらにた）郷にあった公立中学校。
東彼杵町立彼杵中学校との統合により、2019年（平成31年）3月末に閉校した。

## 概要
歴史
1947年（昭和22年）の学制改革により創立。2012年（平成24年）に創立65周年を迎えた。
校訓
「心は温かくたくましく」
校章
校名の「チ」「ワ」「タ」「中」の文字を組み合わせたものになっている。
校歌
1955年（昭和30年）1月制定。作詞は岩崎建二、作曲は友永仁による。歌詞は3番まであり、1番に校名の「千綿校」が登場する。
校区
「長崎県東彼杵郡東彼杵町」の後に「太ノ浦郷（一部）、八反田（はちたんだ）郷、千綿宿郷、瀬戸郷、駄地（だじ）郷、平似田郷、中岳郷、遠目郷（一部）、蕪郷、木場（こば）郷、里郷、一ツ石郷」が続く地区。
小学校区は東彼杵町立千綿小学校。

## 沿革
- 1947年（昭和22年）
  - 4月1日 - 学制改革（六・三制の実施）が行われる。
    - 千綿村国民学校の初等科が改組され、「千綿村立千綿小学校」となる。
    - 千綿村国民学校の高等科と千綿高等実業青年学校の普通科が改組され、新制中学校「千綿村立千綿中学校」が発足。

  - 4月23日 - 小学校校舎で開校式・入学式を挙行。生徒数は264名（6学級）。
  - 5月1日 - 青年学校校舎2教室、小学校校舎4教室で分散授業を開始。
- 1949年（昭和24年）4月18日 - 独立校舎（一部）が完成し移転。同年6月に第一期工事が完了。
- 1952年（昭和27年）6月14日 - 第二期工事が完了。講堂が完成。
- 1953年（昭和28年）
  - 9月3日 - グランドピアノを設置。
  - 9月16日  - 運動場を整備。
  - 11月24日 - 築山が完成。
- 1955年（昭和30年）1月11日 - 校歌を制定。
- 1958年（昭和33年）
  - 2月 - 創立10周年を記念して中岳郷石原谷植林地にヒノキ900本を植林。
  - 3月11日 - 楽焼窯を設置。
  - 3月16日 - 校門柱を設置。
- 1959年（昭和34年）
  - 3月26日 - 学校茶園記念碑を設置。
  - 5月1日 - 千綿村と彼杵町の合併により東彼杵町が発足。これにより、「東彼杵町立千綿中学校」（現校名）に改称。
- 1960年（昭和35年）12月6日 - 学校植林地記念碑を建立。
- 1961年（昭和36年）6月 - 3教室を増築。
- 1962年（昭和37年）
  - 3月15日 - 校旗を制定。
  - 4月 - 生徒数が最大の502名（12学級）を記録する。
- 1966年（昭和41年）1月 - 完全給食を開始。
- 1968年（昭和43年）6月28日 - プールが完成。
- 1980年（昭和55年）
  - 3月20日 - 体育館が完成。
  - 5月31日 - 鉄筋コンクリート造3階建て新校舎と平屋建て技術教室棟が完成。
  - 6月25日 - 新校舎への移転を完了。
  - 11月  - 視聴覚室にLL装置を設置。
- 1981年（昭和56年）
  - 1月13日 - 大村陸上自衛隊の協力により運動場を造成（2月23日完了）。
  - 10月12日 - 校訓碑を建立。
- 1985年（昭和60年）3月8日 - 土俵が完成。
- 1986年（昭和61年）
  - 3月19日 - 記念碑「希望」を設置。
  - 8月13日 - 運動場観覧席が完成。
- 1987年（昭和62年）3月19日 - 中庭庭園のテーブルが完成。
- 1989年（平成元年）3月17日 - 和太鼓が寄贈される。
- 1992年（平成4年）
  - 3月10日 - 新プールが完成。
  - 10月28日 - バイキング給食を実施。
- 1994年（平成6年）4月 - 校門を改築。
- 1997年（平成9年）3月 - 校旗が寄贈される。
- 2019年（平成31年）3月31日 - 東彼杵町立彼杵中学校との統合により閉校[1]。

閉校後
- 2021年（令和3年）9月1日 - 東彼杵町立千綿小学校が移転の上、校地・校舎の使用を開始[2]。

## アクセス
最寄りの鉄道駅
- JR九州 大村線 「千綿駅」

最寄りのバス停
- 東彼杵町営バス「千綿中学校下」バス停

最寄りの国道・県道
- 国道34号

## 周辺
- 東彼杵町立千綿小学校
- 東彼杵中央幼稚園

## 関連事項
- 長崎県中学校の廃校一覧